# Alejandro Mathus Hoyos
Alejandro Mathus Hoyos (Mendoza, 1904-Mendoza, 1952) fue un abogado, profesor e historiador argentino.
Fue profesor de Geografía Económica y Regional de la Universidad Nacional de Cuyo.
Como político, se desempeñó como intendente de Guaymallén, diputado provincial en dos períodos, de 1936 a 1939 y de 1939 a 1943, y senador nacional por Mendoza entre 1946 y 1952. Fue elegido en 1940 delegado de la Convención Nacional de la Unión Cívica Radical. Murió en 1952 a causa de un paro cardiorrespiratorio.